# Tesoro de Villena
Der Tesoro de Villena (deutsch: Schatz von Villena) ist einer der größten Depotfunde von Goldgegenständen aus der europäischen Bronzezeit. Er wurde 1963 in der Nähe von Villena in der Provinz Alicante in Spanien gemacht.
Der Fund besteht aus 59 Einzelobjekten, die aus Gold, Silber, Eisen und Bernstein bestehen und ein Gesamtgewicht von rund 10,0 Kilogramm besitzen. Zu den Goldstücken gehören elf Schalen, drei Flaschen und 28 Armbänder. Die Eisenstücke sind die ältesten Funde auf der Iberischen Halbinsel und stammen aus einer Zeit, in der Eisen als Edelmetall galt und gehortet wurde. Neun Einzelstücke bestehen aus 23,5-karätigem Gold. Dies macht diesen prähistorischen Fund zu einem der wichtigsten Depotfunde in Spanien und dem zweitgrößten in Europa (nach Mykene).
Der Schatz wurde von dem Archäologen José María Soler (1905–1996) entdeckt. Der Fund ist die Hauptattraktion im Archäologischen Museum in Villena. Ausgestellt wurde er bereits in Alicante, Madrid, Kyoto und Tokio.
Gleichartige Metallarbeiten fanden sich in Axtroki im Baskenland und im 1913 entdeckten Eberswalder Goldschatz, in Brandenburg, aus dem 10. oder 9. Jahrhundert v. Chr.
Eine Metallanalyse im Jahr 2023 ergab, dass der Schatz aus der Spätbronzezeit (1400–1200 v. Chr.) stammt und das verwendete Eisen meteoritischen Ursprungs ist.